# Communauté de communes du Saint-Polois
Die Communauté de communes du Saint-Polois ist ein ehemaliger französischer Gemeindeverband (Communauté de communes) im Département Pas-de-Calais und der Region Nord-Pas-de-Calais. Er wurde am 28. Dezember 1995 gegründet. Der Gemeindeverband fusionierte 2013 mit der Communauté de communes du Pays d’Heuchin und bildete damit die neue Communauté de communes des Vertes Collines du Saint-Polois.

## Mitglieder
1. Averdoingt
2. Beauvois
3. Bermicourt
4. Blangerval-Blangermont
5. Brias
6. Buneville
7. Croisette
8. Croix-en-Ternois
9. Écoivres
10. Flers
11. Foufflin-Ricametz
12. Framecourt
13. Gauchin-Verloingt
14. Gouy-en-Ternois
15. Guinecourt
16. Hautecloque
17. Héricourt
18. Herlin-le-Sec
19. Herlincourt
20. Hernicourt
21. Humerœuille
22. Humières
23. Ligny-Saint-Flochel
24. Linzeux
25. Maisnil
26. Marquay
27. Moncheaux-lès-Frévent
28. Monchy-Breton
29. Monts-en-Ternois
30. Neuville-au-Cornet
31. Œuf-en-Ternois
32. Ostreville
33. Pierremont
34. Ramecourt
35. Roëllecourt
36. Saint-Michel-sur-Ternoise
37. Saint-Pol-sur-Ternoise
38. Séricourt
39. Sibiville
40. Siracourt
41. Ternas
42. Troisvaux
43. Wavrans-sur-Ternoise

## Quelle
- Le SPLAF - (Website zur Bevölkerung und Verwaltungsgrenzen in Frankreich (frz.))